# Concursul Muzical American
Concursul Muzical American este o competiție similară cu Concursul Muzical Eurovision. Concursul a început pe 21 martie 2022, fiind prezentat de Snoop Dogg și Kelly Clarkson. Finala a avut loc pe 9 mai 2022, iar statul câștigător este Oklahoma, fiind reprezentat de AleXa cu piesa Wonderland.

## Participanți
| Stat/Teritoriu             | Artist                 | Cântec                        |
| -------------------------- | ---------------------- | ----------------------------- |
| Alabama                    | Ni/Co                  | The Difference                |
| Alaska                     | Jewel                  | The Story                     |
| Samoa Americană            | Tenelle                | Full Circle                   |
| Arizona                    | Las Marias             | De La Finikera                |
| Arkansas                   | Kelsey Lamb            | Never Like This               |
| California                 | Sweet Taboo            | Keys to the Kingdom           |
| Colorado                   | Riker Lynch            | Feel the Love                 |
| Connecticut                | Michael Bolton         | Beautiful World               |
| Delaware                   | Nitro Nitra            | Train                         |
| Florida                    | Ale Zabala             | Flirt                         |
| Georgia                    | Stela Cole             | DIY                           |
| Guam                       | Jason J.               | Midnight                      |
| Hawaii                     | Bronson Varde          | 4 You                         |
| Idaho                      | Andrew Sheppard        | Steady Machine                |
| Illinois                   | Justin Jesso           | Lifeline                      |
| Indiana                    | UG skywalkin ft. Maxie | Love in My City               |
| Iowa                       | Alisabeth Von Presley  | Wonder                        |
| Kansas                     | Broderick Jones        | Tell Me                       |
| Kentucky                   | Jordan Smith           | Sparrow                       |
| Louisiana                  | Brittany Pfantz        | Now You Do                    |
| Maine                      | King Kyote             | Get Out Alive                 |
| Maryland                   | Sisqó                  | It's Up                       |
| Massachusetts              | Jared Lee              | Shameless                     |
| Michigan                   | Ada LeAnn              | Natalie                       |
| Minnesota                  | Yam Haus               | Ready to Go                   |
| Mississippi                | Keyone Starr           | Fire                          |
| Missouri                   | Halie                  | Better Things                 |
| Montana                    | Jonah Prill            | Fire It Up                    |
| Nebraska                   | Jocelyn                | Never Alone                   |
| Nevada                     | The Crystal Method     | Watch Me Now                  |
| New Hampshire              | Mari                   | Fly                           |
| New Jersey                 | Brooke Alexx           | I Don't Take Pictures Anymore |
| New Mexico                 | Khalisol               | Drop                          |
| New York                   | Enisa                  | Green Light                   |
| Carolina de Nord           | John Morgan            | Right in the Middle           |
| Dakota de Nord             | Chloe Fredericks       | Can't Make You Love Me        |
| Insulele Mariane de Nord   | Sabyu                  | Sunsets and Seaturtles        |
| Ohio                       | Macy Gray              | Every Night                   |
| Oklahoma                   | AleXa                  | Wonderland                    |
| Oregon                     | courthsip.             | Million Dollar Smoothies      |
| Pennsylvania               | Bri Steves             | Plenty Love                   |
| Puerto Rico                | Christian Pagán        | Loko                          |
| Rhode Island               | Hueston                | Held On Too Long              |
| Carolina de Sud            | Jesse LeProtti         | Not Alone                     |
| Dakota de Sud              | Judd Hoos              | Bad Girl                      |
| Tennessee                  | Tyler Braden           | Seventeen                     |
| Texas                      | Grand Knoche           | Mr. Independent               |
| Utah                       | Savannah Keyes         | Sad Girl                      |
| Insulele Virgine Americane | Cruz Rock              | Celebrando                    |
| Vermont                    | Josh Panda             | Rollercoaster                 |
| Virginia                   | Almira Zaky            | Over You                      |
| Washington                 | Allen Stone            | A Little Bit of Both          |
| Washington, D.C.           | NËITHER                | I Like It                     |
| Virginia de Vest           | Alexis Cunningham      | Working on a Miracle          |
| Wisconsin                  | Jake’O                 | Feel Your Love                |
| Wyoming                    | Ryan Charles           | New Boot Goofin               |

### Calificări 1
Calificat din partea juriului
     Calificat din partea publicului
     Wild Card
| #  | Stat/Teritoriu | Artist                 | Cântec           | Limbă             | Juriu | Public | Loc |
| -- | -------------- | ---------------------- | ---------------- | ----------------- | ----- | ------ | --- |
| 1  | Minnesota      | Yam Haus               | Ready to Go      | engleză           | 7     |        |     |
| 2  | Oklahoma       | AleXa                  | Wonderland       | engleză           | 2     |        |     |
| 3  | Arkansas       | Kelsey Lamb            | Never Like This  | engleză           | 3     |        |     |
| 4  | Indiana        | UG skywalkin ft. Maxie | Love in My City  | engleză           | 11    |        |     |
| 5  | Puerto Rico    | Christian Pagán        | Loko             | engleză, spaniolă | 4     |        |     |
| 6  | Connecticut    | Michael Bolton         | Beautiful World  | engleză           | 5     |        |     |
| 7  | Iowa           | Alisabeth Von Presley  | Wonder           | engleză           | 8     |        |     |
| 8  | Wisconsin      | Jake’O                 | Feel Your Love   | engleză           | 9     |        |     |
| 9  | Mississippi    | Keyone Starr           | Fire             | engleză           | 6     |        |     |
| 10 | Wyoming        | Ryan Charles           | New Boot Goofin  | engleză           | 10    |        |     |
| 11 | Rhode Island   | Hueston                | Held On Too Long | engleză           | 1     |        |     |

1. ↑  Inside Eurovision’s U.S. Adaptation ‘American Song Contest’ — and Why NBC Didn’t Go With ‘Amerivision’ (în engleză), Variety, 21 martie 2022